# Crystallaria asprella
Crystallaria asprella är en fiskart som först beskrevs av David Starr Jordan, 1878.  Crystallaria asprella ingår i släktet Crystallaria och familjen abborrfiskar. IUCN kategoriserar arten globalt som sårbar. Inga underarter finns listade i Catalogue of Life.